# Oncocnemis dunbari
Oncocnemis dunbari là một loài bướm đêm trong họ Noctuidae.